# Robert Monguillon
Pour les articles homonymes, voir Monguillon.
Robert Monguillon, né le 7 juillet 1898 à Chantenay-Villedieu et mort le 29 septembre 1983 au Havre, est un homme politique. Il est maire du Havre entre 1959 et 1965.

## Biographie
Robert Constant Albert Monguillon, né le 7 juillet 1898 à Chantenay-Villedieu, est le fils d’un instituteur adjoint et d’une institutrice.
Il est vice-président de la Mutuelle du Trésor de 1947 à 1964.
Membre du Parti socialiste SFIO, il est élu maire du Havre le 17 mars 1959. Il est maire jusqu'en 1965.
Robert Monguillon meurt le 29 septembre 1983 au Havre.